# Buwenge
Buwenge – miasto w Ugandzie, w dystrykcie Jinja.